# Senatori della Louisiana
La Louisiana è entrata a far parte dell'Unione il 30 aprile 1812 ed elegge senatori di classe 2 e 3. Gli attuali senatori sono i repubblicani Bill Cassidy e John Neely Kennedy. Russell Long è stato il senatore in carica più a lungo, ricoprendo la carica nel periodo 1948–1987.

## Elenco

### Classe 2
| N.      | Foto    | Senatore                | Partito                                       | Carica            | Carica            | Congresso                                                                               | Mandati                                                     | Elezioni                                                                            |
| N.      | Foto    | Senatore                | Partito                                       | Inizio            | Termine           | Congresso                                                                               | Mandati                                                     | Elezioni                                                                            |
| ------- | ------- | ----------------------- | --------------------------------------------- | ----------------- | ----------------- | --------------------------------------------------------------------------------------- | ----------------------------------------------------------- | ----------------------------------------------------------------------------------- |
| Vacante | Vacante | Vacante                 | Vacante                                       | 30 aprile 1812    | 3 settembre 1812  | 12                                                                                      | Elezione avvenuta in ritardo                                | Elezione avvenuta in ritardo                                                        |
| 1       |         | Jean Noel Destréhan     | Democratico-Repubblicano                      | 3 settembre 1812  | 1 ottobre 1812    | 12                                                                                      | 1⁄2                                                         | 1812 Dimessosi                                                                      |
| Vacante | Vacante | Vacante                 | Vacante                                       | 1 ottobre 1812    | 8 ottobre 1812    | 12                                                                                      |                                                             |                                                                                     |
| 2       |         | Thomas Posey            | Democratico-Repubblicano                      | 8 ottobre 1812    | 4 febbraio 1813   | 12                                                                                      | 1⁄2                                                         | Nominato per continuare il mandato Perse l'elezione                                 |
| 3       |         | James Brown             | Democratico-Repubblicano                      | 5 febbraio 1813   | 3 marzo 1817      | 12 · 13 · 14                                                                            | 1⁄2                                                         | Eletto per terminare il mandato Perse la rielezione                                 |
| 4       |         | William C. C. Claiborne | Democratico-Repubblicano                      | 4 marzo 1817      | 23 novembre 1817  | 15                                                                                      | 1⁄2                                                         | 1817 Deceduto                                                                       |
| Vacante | Vacante | Vacante                 | Vacante                                       | 23 novembre 1817  | 12 gennaio 1818   | 15                                                                                      |                                                             |                                                                                     |
| 5       |         | Henry Johnson           | Democratico-Repubblicano                      | 12 gennaio 1818   | 27 maggio 1824    | 15 · 16 · 17 · 18                                                                       | 1                                                           | Eletto per terminare il mandato · 1823 Dimessosi per diventare Governatore          |
| Vacante | Vacante | Vacante                 | Vacante                                       | 27 maggio 1824    | 19 novembre 1824  | 18                                                                                      |                                                             |                                                                                     |
| 6       |         | Charles D.J. Bouligny   | Democratico-Repubblicano poi Anti-Jacksoniano | 19 novembre 1824  | 3 marzo 1829      | 18 · 19 · 20                                                                            | 1⁄2                                                         | Eletto per terminare il mandato                                                     |
| 7       |         | Edward Livingston       | Jacksoniano                                   | 4 marzo 1829      | 24 maggio 1831    | 21 · 22                                                                                 | 1⁄2                                                         | 1839 Dimessosi per diventare Segretario di Stato                                    |
| Vacante | Vacante | Vacante                 | Vacante                                       | 24 maggio 1831    | 15 novembre 1831  | 22                                                                                      |                                                             |                                                                                     |
| 8       |         | George A. Waggaman      | Anti-Jacksoniano                              | 15 novembre 1831  | 3 marzo 1835      | 22 · 23                                                                                 | 1⁄2                                                         | Eletto per terminare il mandato                                                     |
| Vacante | Vacante | Vacante                 | Vacante                                       | 4 marzo 1835      | 13 gennaio 1836   | 24                                                                                      | Fu eletto Charles Gayarrè ma rifiutò per problemi di salute | Fu eletto Charles Gayarrè ma rifiutò per problemi di salute                         |
| 9       |         | Robert C. Nicholas      | Jacksoniano poi Democratico                   | 13 gennaio 1836   | 3 marzo 1841      | 24 · 25 · 26                                                                            | 1⁄2                                                         | Eletto per terminare il mandato                                                     |
| 10      |         | Alexander Barrow        | Whig                                          | 4 marzo 1841      | 29 dicembre 1846  | 27 · 28 · 29                                                                            | 1⁄2                                                         | 1840 Deceduto                                                                       |
| Vacante | Vacante | Vacante                 | Vacante                                       | 29 dicembre 1846  | 21 gennaio 1847   | 29                                                                                      |                                                             |                                                                                     |
| 11      |         | Pierre Soulé            | Democratico                                   | 21 gennaio 1847   | 3 marzo 1847      | 29                                                                                      | 1⁄2                                                         | Eletto per terminare il mandato                                                     |
| 12      |         | Solomon W. Downs        | Democratico                                   | 4 marzo 1847      | 3 marzo 1853      | 30 · 31 · 32                                                                            | 1                                                           | 1847 Perse la rielezione                                                            |
| 13      |         | Judah P. Benjamin       | Whig poi Democratico                          | 4 marzo 1853      | 4 febbraio 1861   | 33 · 34 · 35 · 36                                                                       | 1 1⁄2                                                       | 1852 · 1859 Espulso per l'adesione alla Confederazione                              |
| Vacante | Vacante | Vacante                 | Vacante                                       | 4 febbraio 1861   | 8 luglio 1868     | 36 · 37 · 38 · 39 · 40                                                                  | Guerra civile e Ricostruzione                               | Guerra civile e Ricostruzione                                                       |
| 14      |         | John S. Harris          | Repubblicano                                  | 8 luglio 1868     | 3 marzo 1871      | 40 · 41                                                                                 | 1⁄2                                                         | Eletto alla riammissione                                                            |
| 15      |         | Joseph R. West          | Repubblicano                                  | 4 marzo 1871      | 3 marzo 1877      | 42 · 43 · 44                                                                            | 1                                                           | 1871 Ritiratosi                                                                     |
| 16      |         | William P. Kellogg      | Repubblicano                                  | 4 marzo 1877      | 3 marzo 1883      | 45 · 46 · 47                                                                            | 1                                                           | 1876 Candidatosi alla Camera                                                        |
| 17      |         | Randall L. Gibson       | Democratico                                   | 4 marzo 1883      | 15 dicembre 1892  | 48 · 49 · 50 · 51 · 52                                                                  | 1 1⁄2                                                       | 1882 · 1889 Deceduto                                                                |
| Vacante | Vacante | Vacante                 | Vacante                                       | 15 dicembre 1892  | 31 dicembre 1892  | 52                                                                                      |                                                             |                                                                                     |
| 18      |         | Donelson Caffery        | Democratico                                   | 31 dicembre 1892  | 3 marzo 1901      | 52 · 53 · 54 · 55 · 56                                                                  | 1 1⁄2                                                       | Eletto per terminare il mandato · 1894 Non ricandidatosi                            |
| 19      |         | Murphy J. Foster        | Democratico                                   | 4 marzo 1901      | 3 marzo 1913      | 57 · 58 · 59 · 60 · 61 · 62                                                             | 2                                                           | 1900 · 1904 Non ottenne la ricandidatura                                            |
| 20      |         | Joseph E. Ransdell      | Democratico                                   | 4 marzo 1913      | 3 marzo 1931      | 63 · 64 · 65 · 66 · 67 · 68 · 69 · 70 · 71                                              | 3                                                           | 1912 · 1918 · 1924 Non ottenne la ricandidatura                                     |
| 21      |         | Huey Long               | Democratico                                   | 4 marzo 1931      | 10 settembre 1935 | 72 · 73 · 74                                                                            | 1⁄2                                                         | 1930 Assassinato                                                                    |
| Vacante | Vacante | Vacante                 | Vacante                                       | 10 settembre 1935 | 31 gennaio 1936   | 74                                                                                      |                                                             |                                                                                     |
| 22      |         | Rose McConnell Long     | Democratico                                   | 31 gennaio 1936   | 2 gennaio 1937    | 74                                                                                      | 1⁄2                                                         | Eletta per terminare il mandato del marito Non ricandidatasi                        |
| 23      |         | Allen J. Ellender       | Democratico                                   | 3 gennaio 1937    | 27 luglio 1972    | 75 · 76 · 77 · 78 · 79 · 80 · 81 · 82 · 83 · 84 · 85 · 86 · 87 · 88 · 89 · 90 · 91 · 92 | 5 1⁄2                                                       | 1936 · 1942 · 1948 · 1954 · 1960 · 1966 Deceduto                                    |
| Vacante | Vacante | Vacante                 | Vacante                                       | 27 luglio 1972    | 1 agosto 1972     | 92                                                                                      |                                                             |                                                                                     |
| 24      |         | Elaine Edwards          | Democratico                                   | 1 agosto 1972     | 13 novembre 1972  | 92                                                                                      | 1⁄2                                                         | Nominata per continuare il mandato Non ricandidatasi                                |
| 25      |         | J. Bennett Johnston     | Democratico                                   | 14 novembre 1972  | 3 gennaio 1997    | 92 · 93 · 94 · 95 · 96 · 97 · 98 · 99 · 100 · 101 · 102 · 103 · 104                     | 4 1⁄2                                                       | Nominato avendo già vinto le elezioni · 1972 · 1978 · 1984 · 1990 Non ricandidatosi |
| 26      |         | Mary Landrieu           | Democratico                                   | 3 gennaio 1997    | 3 gennaio 2015    | 105 · 106 · 107 · 108 · 109 · 110 · 111 · 112 · 113                                     | 3                                                           | 1996 · 2002 · 2008                                                                  |
| 27      |         | Bill Cassidy            | Repubblicano                                  | 3 gennaio 2015    | In carica         | 114 · 115 · 116 · 117 · 118 · 119                                                       | 2                                                           | 2014 · 2020                                                                         |

### Classe 3
| N.      | Foto    | Senatore              | Partito                                       | Carica           | Carica           | Congresso                                                                                         | Mandati                                                                     | Elezioni                                                                                    |
| N.      | Foto    | Senatore              | Partito                                       | Inizio           | Termine          | Congresso                                                                                         | Mandati                                                                     | Elezioni                                                                                    |
| ------- | ------- | --------------------- | --------------------------------------------- | ---------------- | ---------------- | ------------------------------------------------------------------------------------------------- | --------------------------------------------------------------------------- | ------------------------------------------------------------------------------------------- |
| Vacante | Vacante | Vacante               | Vacante                                       | 30 aprile 1812   | 3 settembre 1812 | 12                                                                                                | Elezione avvenuta in ritardo                                                | Elezione avvenuta in ritardo                                                                |
| 1       |         | Allan B. Magruder     | Democratico-Repubblicano                      | 3 settembre 1812 | 3 marzo 1813     | 12                                                                                                | 1⁄2                                                                         | 1812                                                                                        |
| 2       |         | Eligius Fromentin     | Democratico-Repubblicano                      | 4 marzo 1813     | 3 marzo 1819     | 13 · 14 · 15                                                                                      | 1                                                                           | 1813 Non ricandidatosi                                                                      |
| 3       |         | James Brown           | Democratico-Repubblicano                      | 4 marzo 1819     | 10 dicembre 1823 | 16 · 17 · 18                                                                                      | 1⁄2                                                                         | 1819 Dimessosi per divenire ambasciatore in Francia                                         |
| Vacante | Vacante | Vacante               | Vacante                                       | 10 dicembre 1823 | 15 gennaio 1824  | 18                                                                                                |                                                                             |                                                                                             |
| 4       |         | Josiah S. Johnston    | Democratico-Repubblicano poi Anti-Jacksoniano | 15 gennaio 1824  | 19 maggio 1833   | 18 · 19 · 20 · 21 · 22 · 23                                                                       | 1 1⁄2                                                                       | Eletto per terminare il mandato · 1825 · 1831 Deceduto                                      |
| Vacante | Vacante | Vacante               | Vacante                                       | 19 maggio 1833   | 19 dicembre 1933 | 23                                                                                                |                                                                             |                                                                                             |
| 5       |         | Alexander Porter      | Anti-Jacksoniano                              | 19 dicembre 1833 | 15 gennaio 1837  | 23 · 24                                                                                           | 1⁄2                                                                         | Eletto per terminare il mandato Dimessosi                                                   |
| Vacante | Vacante | Vacante               | Vacante                                       | 1 marzo 1842     | 14 aprile 1842   | 24                                                                                                |                                                                             |                                                                                             |
| 6       |         | Alexander Mouton      | Jacksoniano poi Democratico                   | 12 gennaio 1837  | 1 marzo 1842     | 24 · 25 · 26 · 27                                                                                 | 1⁄2                                                                         | Eletto per terminare il mandato · 1842 Dimessosi                                            |
| Vacante | Vacante | Vacante               | Vacante                                       | 1 marzo 1842     | 14 aprile 1842   | 27                                                                                                |                                                                             |                                                                                             |
| 7       |         | Charles Magill Conrad | Whig                                          | 14 aprile 1842   | 3 marzo 1843     | 27                                                                                                | 1⁄2                                                                         | Nominato per terminare il mandato Perse l'elezione                                          |
| 8       |         | Alexander Porter      | Whig                                          | 4 marzo 1843     | 13 gennaio 1844  | 28                                                                                                | 1⁄2                                                                         | 1843 Deceduto                                                                               |
| Vacante | Vacante | Vacante               | Vacante                                       | 13 gennaio 1844  | 12 febbraio 1844 | 28                                                                                                |                                                                             |                                                                                             |
| 9       |         | Henry Johnson         | Whig                                          | 12 febbraio 1844 | 3 marzo 1849     | 28 · 29 · 30                                                                                      | 1⁄2                                                                         | Eletto per terminare il mandato Perse la rielezione                                         |
| 10      |         | Pierre Soulé          | Democratico                                   | 3 marzo 1849     | 11 aprile 1853   | 31 · 32 · 33                                                                                      | 1⁄2                                                                         | 1848 Dimessosi per divenire ambasciatore in Spagna                                          |
| Vacante | Vacante | Vacante               | Vacante                                       | 11 aprile 1853   | 5 dicembre 1853  | 33                                                                                                |                                                                             |                                                                                             |
| 11      |         | John Slidell          | Democratico                                   | 5 dicembre 1853  | 4 febbraio 1861  | 33 · 34 · 35 · 36                                                                                 | 1 1⁄2                                                                       | Eletto per terminare il mandato · 1855 Dimessosi                                            |
| Vacante | Vacante | Vacante               | Vacante                                       | 4 febbraio 1861  | 9 luglio 1868    | 36 · 37 · 38 · 39 · 40                                                                            | Guerra civile e Ricostruzione                                               | Guerra civile e Ricostruzione                                                               |
| 12      |         | William P. Kellogg    | Repubblicano                                  | 9 luglio 1868    | 1 novembre 1872  | 40 · 41 · 42                                                                                      | 1⁄2                                                                         | Eletto alla riammissione Dimessosi per diventare Governatore                                |
| Vacante | Vacante | Vacante               | Vacante                                       | 1 novembre 1872  | 12 gennaio 1876  | 42 · 43 · 44                                                                                      | Il senato decise di annullare l'elezione per la disputa fra i due candidati | Il senato decise di annullare l'elezione per la disputa fra i due candidati                 |
| 13      |         | James B. Eustis       | Democratico                                   | 12 gennaio 1876  | 3 marzo 1879     | 44 · 45                                                                                           | 1⁄2                                                                         | Eletto per terminare il mandato Perse la rielezione                                         |
| 14      |         | Benjamin F. Jona      | Democratico                                   | 4 marzo 1879     | 3 marzo 1885     | 46 · 47 · 48                                                                                      | 1                                                                           | 1879 Perse la rielezione                                                                    |
| 15      |         | James B. Eustis       | Democratico                                   | 4 marzo 1885     | 3 marzo 1891     | 49 · 50 · 51                                                                                      | 1                                                                           | 1885 Non ricandidatosi                                                                      |
| 16      |         | Edward Douglass White | Democratico                                   | 4 marzo 1891     | 12 marzo 1894    | 52 · 53                                                                                           | 1⁄2                                                                         | 1891 Dimessosi per diventare Giudice della Corte Suprema                                    |
| 17      |         | Newton C. Blanchard   | Democratico                                   | 12 marzo 1894    | 3 marzo 1897     | 53 · 54                                                                                           | 1⁄2                                                                         | Eletto per terminare il mandato Non ricandidatosi                                           |
| 18      |         | Samuel D. McEnery     | Democratico                                   | 4 marzo 1897     | 28 giugno 1910   | 55 · 56 · 57 · 58 · 59 · 60 · 61                                                                  | 2 1⁄2                                                                       | 1896 · 1900 · 1908 Deceduto                                                                 |
| Vacante | Vacante | Vacante               | Vacante                                       | 28 giugno 1910   | 7 dicembre 1910  | 61                                                                                                |                                                                             |                                                                                             |
| 19      |         | John Thornton         | Democratico                                   | 7 dicembre 1910  | 3 marzo 1915     | 61 · 62 · 63                                                                                      | 1⁄2                                                                         | Eletto per terminare il mandato Non ricandidatosi                                           |
| 20      |         | Robert F. Broussard   | Democratico                                   | 4 marzo 1915     | 12 aprile 1918   | 64 · 65                                                                                           | 1⁄2                                                                         | 1912 Deceduto                                                                               |
| Vacante | Vacante | Vacante               | Vacante                                       | 12 aprile 1918   | 22 aprile 1918   | 65                                                                                                |                                                                             |                                                                                             |
| 21      |         | Walter Guion          | Democratico                                   | 22 aprile 1918   | 5 novembre 1918  | 65                                                                                                | 1⁄2                                                                         | Nominato per continuare il mandato Dimessosi                                                |
| 22      |         | Edward James Gay      | Democratico                                   | 6 novembre 1918  | 3 marzo 1921     | 65 · 66                                                                                           | 1⁄2                                                                         | Eletto per terminare il mandato Non ricandidatosi                                           |
| 23      |         | Edwin S. Broussard    | Democratico                                   | 4 marzo 1921     | 3 marzo 1933     | 67 · 68 · 69 · 70 · 71 · 72                                                                       | 2                                                                           | 1920 · 1926 Non ottenne la ricandidatura                                                    |
| 24      |         | John H. Overton       | Democratico                                   | 4 marzo 1933     | 14 maggio 1948   | 73 · 74 · 75 · 76 · 77 · 78 · 79 · 80                                                             | 2 1⁄2                                                                       | 1932 · 1938 · 1944 Deceduto                                                                 |
| Vacante | Vacante | Vacante               | Vacante                                       | 14 maggio 1948   | 18 maggio 1948   | 80                                                                                                |                                                                             |                                                                                             |
| 25      |         | William C. Feazel     | Democratico                                   | 18 maggio 1948   | 30 dicembre 1948 | 80                                                                                                | 1⁄2                                                                         | Nominato per continuare il mandato Non ricandidatosi                                        |
| 26      |         | Russell B. Long       | Democratico                                   | 31 dicembre 1948 | 3 gennaio 1987   | 80 · 81 · 82 · 83 · 84 · 85 · 86 · 87 · 88 · 89 · 90 · 91 · 92 · 93 · 94 · 95 · 96 · 97 · 98 · 99 | 6                                                                           | Eletto per terminare il mandato · 1950 · 1956 · 1962 · 1968 · 1974 · 1980 Non ricandidatosi |
| 27      |         | John Breaux           | Democratico                                   | 3 gennaio 1987   | 3 gennaio 2005   | 100 · 101 · 102 · 103 · 104 · 105 · 106 · 107 · 108                                               | 3                                                                           | 1986 · 1992 · 1998 Non ricandidatosi                                                        |
| 28      |         | David Vitter          | Repubblicano                                  | 3 gennaio 2005   | 3 gennaio 2017   | 109 · 110 · 111 · 112 · 113 · 114                                                                 | 2                                                                           | 2004 · 2010 Non ricandidatosi                                                               |
| 29      |         | John Kennedy          | Repubblicano                                  | 3 gennaio 2017   | In carica        | 115 · 116 · 117 · 118 · 119 · 120                                                                 | 2                                                                           | 2016 · 2022                                                                                 |